# Luis Barragán-ház és -műterem
A Luis Barragán-ház és -műterem Mexikóváros egyik nevezetessége. A 20. század közepén, Luis Barragán jellegzetes stílusában épült ház 2004 óta a Világörökség része, ma múzeumként működik.

## Leírás
A ház Mexikóváros nyugati részén, Miguel Hidalgo kerület Daniel Garza nevű részében, Tacubayában található, a chapultepeci erdőtől délre. Az 1948-ban vasbetonból elkészült, a tetőterasszal együtt háromszintes épület alapterülete 1161 m². Jellegtelen, szürke, az utca többi háza között nem feltűnő főhomlokzata, amelynek legjellegzetesebb eleme a könyvtárszoba előreugró, rácsos ablaka, a keleti oldalán elhaladó Gral. Francisco Ramírez utcára néz, az épülettől nyugatra viszont egy kis belső kert található. Ebben a saját maga által tervezett házban élt és dolgozott Luis Barragán építész 1988-ban bekövetkezett haláláig. Az északi, 12-es szám alatti bejárat vezetett a műhelybe, míg a déli, a 14-es a lakórészbe. A szürke főhomlokzattal kontrasztban állnak az utcáról nézve alig látható, a bal felső részen előbukkanó sárga és narancs színű épületrészek, valamint egy fehér, víztárolásra használt, téglatest alakú torony.

### A földszinti rész
Belépve a bejáraton egy teljesen más színvilágú szoba fogad: a kicsi, szűk előszobát sárga fénnyel világítja meg egy ablak. Egy pad is található itt, amelyre a művész minden hozzá érkező vendéget le szokott ültetni egy kis időre. A következő szobában, ami egy előszoba, rózsaszín és fehér színűek a falak, a felfelé induló lépcső tetején pedig egy Mathias Goeritz által készített, arany színű, négyzet alakú, fényvisszaverő vetítővászon található a falon, amely a szoba fényviszonyainak kialakításában is fontos szerepet játszik. A padló vulkáni kőből készült. A rózsaszín falakon találhatók az étkezőbe és a lakószobába vezető ajtók. A lakószobában, amelynek belsejébe egy paravánfal megkerülésével lehet bejutni, kis asztalok és székek, egy heverő és néhány könyvespolc áll, valamint szintén érdekes fényjátékok figyelhetők meg, egyrészt a földön elhelyezett hengeres világítótestnek, másrészt egy faragott Mária-szobor mellett elhelyezett két nagy tükörgömbnek köszönhetően. A szoba nyugati oldalán egy falnyi méretű ablakon keresztül a belső udvar kertje látható, keleti részén pedig a könyvtárszoba nyílik. A két szintnyi magas termet, amelyben több száz könyv található, több alacsonyabb válaszfal osztja részekre. Északkeleti sarkában fotelek helyezkednek el, míg keleti a rész délnyugati sarkában található az egész ház egyik leghíresebb konstrukciója: egy fából készült egyszerű, korlát nélküli lépcső. A szoba nagy méretű utcai ablakának üvege nem teljesen átlátszó, a fény gyengébben szűrődik be rajta. A műterembe az utcai bejáraton kívül a lakószobából is át lehet jutni. Ez a rész kisebb irodákat is tartalmaz, a fő, tágas műhelyszoba berendezése igen egyszerű. Külön figyelmet érdemel enyhén lejtős famennyezete és a keleti oldalon nyíló ablak. A lakórész előszobájából közelíthető meg a konyha és a két étkező, amelyek ablakai a kertre nyílnak.

### Az emeleti rész
A ház délkeleti részén az első emeleten eredetileg egy terasz volt tervezve, ma azonban egy vendégszoba található itt. Ez és az emelet szintén természetes fényekkel megvilágított másik két szobája a berendezés és az ahhoz megválasztott anyagok és színek következtében szerzetesi hangulatot áraszt. A vendégszoba északkeleti szomszédjában, a tapancóban érdekes ellentétet képez egy elefántcsontból készült feszület és egy Szent Ferenc-szobor a törzsi vallásokhoz kapcsolódó zenéket tartalmazó lemezekkel és egy szintén itt elhelyezett, nem katolikus valláshoz tartozó rituális tárggyal. A kert irányában, a keleti oldalon található a főszoba és az úgynevezett fehér szoba nevű nappali. Jellegzetesek itt is a keresztény művészet alkotásai, de megtalálható ezekben a szobákban több lószobor és lovas kép is. A látogatókat talán leginkább meghökkentő tárgy egy kartonpapírból készült, 30 cm magas paraván, amelyre egy sötét bőrű modell divatmagazinból kivágott képeit helyezték fel. Az emelet közepén található egy öltözőszoba, amelyet a Krisztus szobájának is neveznek az ott a falon elhelyezett feszület miatt.
A tetőterasz érdekessége, hogy különböző színű, sima falakkal körbezárták, így nincs róla kilátás a város irányba.

### A kert és az udvar
Az épülettől nyugatra található kert legnagyobb része látszólag elhanyagolt, a növények szabálytalanul, elvadulva nőnek, bár eredetileg a tervező úgy gondolta, itt egy nagyobb füves területet létesít. Az udvar északkeleti sarkában egy kis, elkülönített rész található, az úgynevezett Bödönök udvara (Patio de las ollas), ahol a földre amforaszerű, különböző méretű bödönök vannak elhelyezve, a falon pedig szabályosra nyírt futónövények lógnak. Egy vízforrás is található itt. A kert viszonylag nagy zöldfelülete éles ellentétben áll azzal, hogy Barragán soha egyetlen falat sem festett zöld színűre.

## Képek

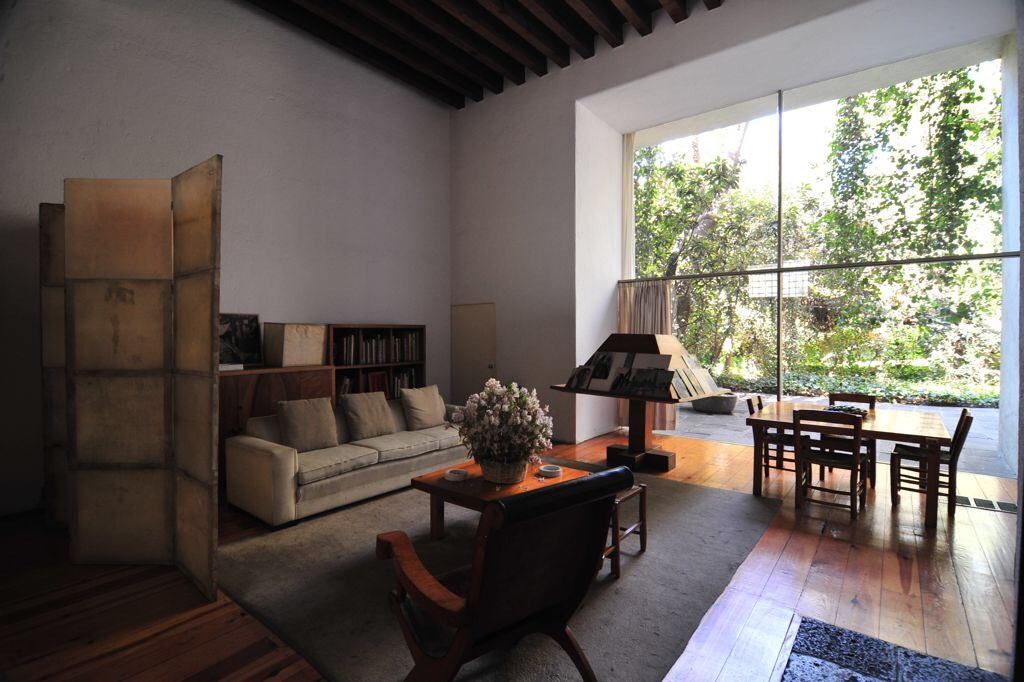
Szoba
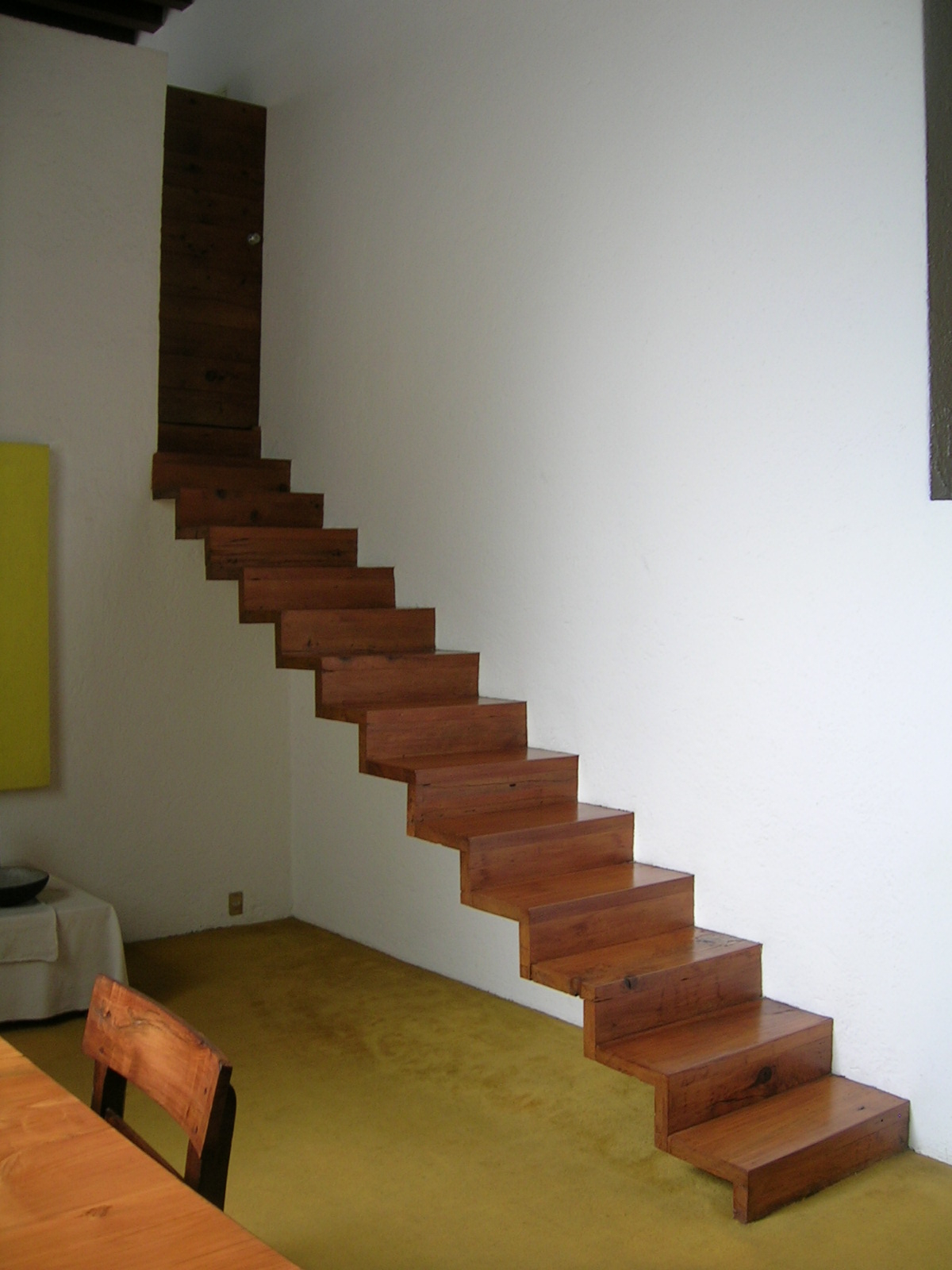
Belső falépcső
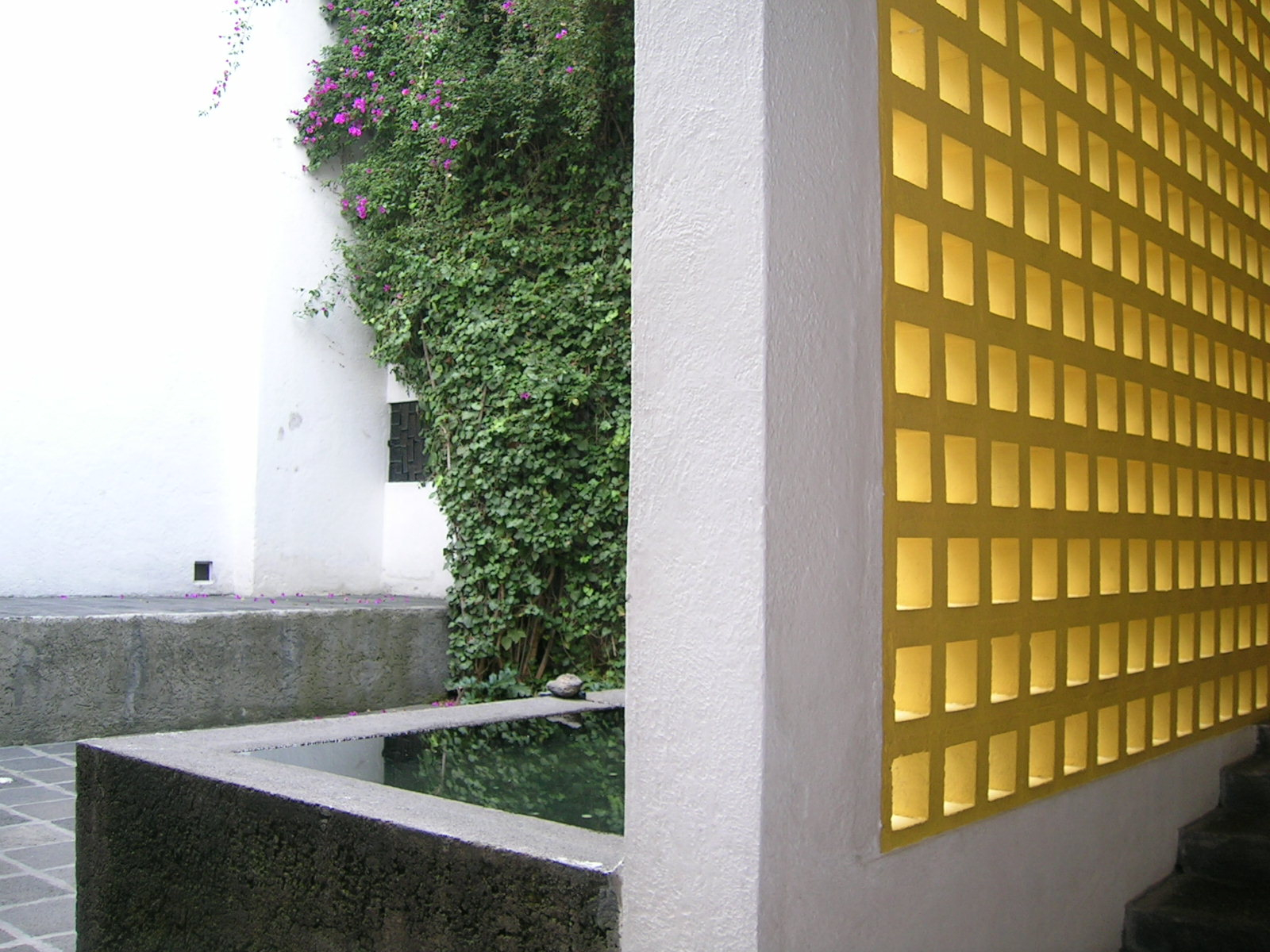
Rácsos fal
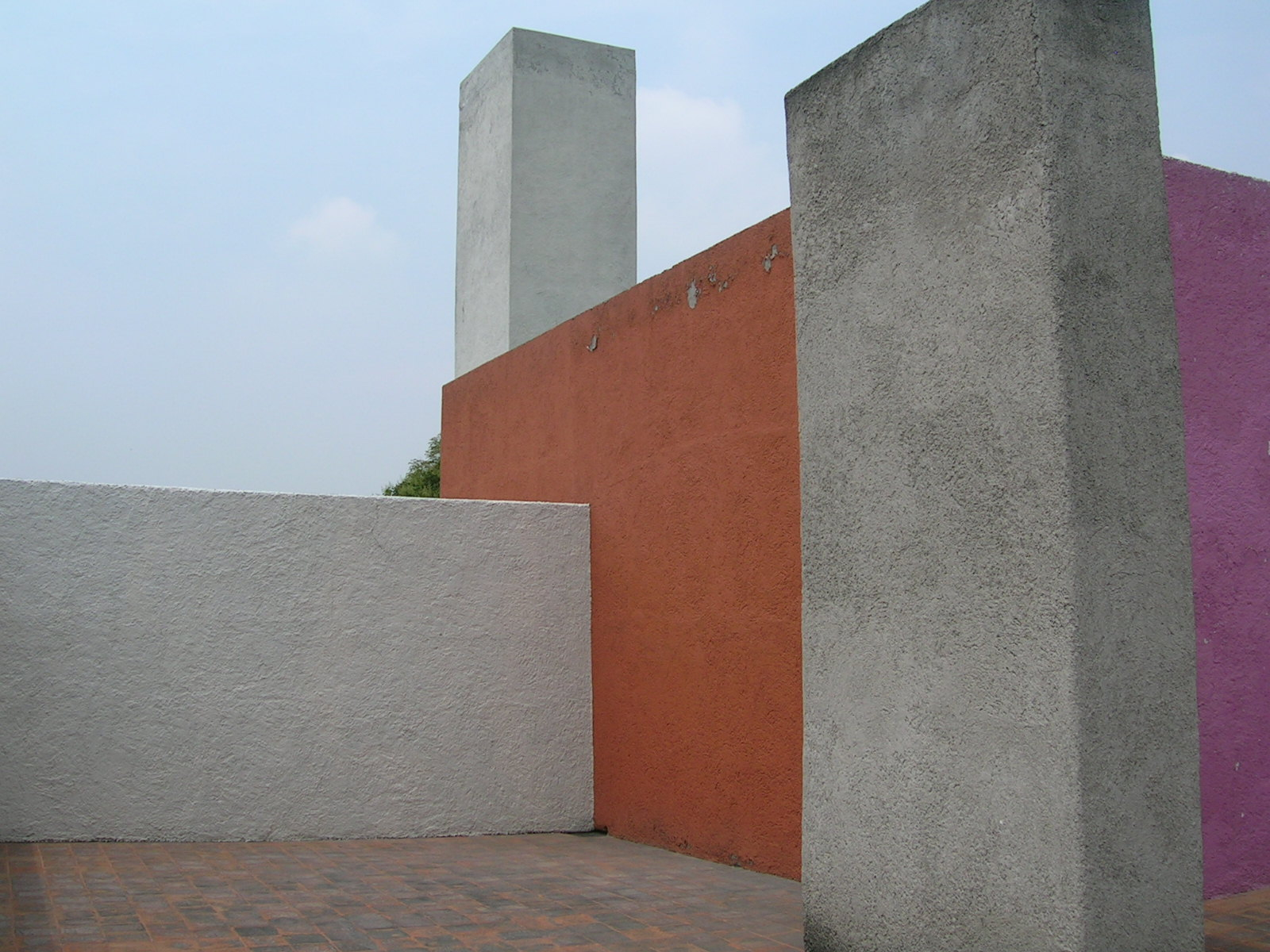
Tetőterasz
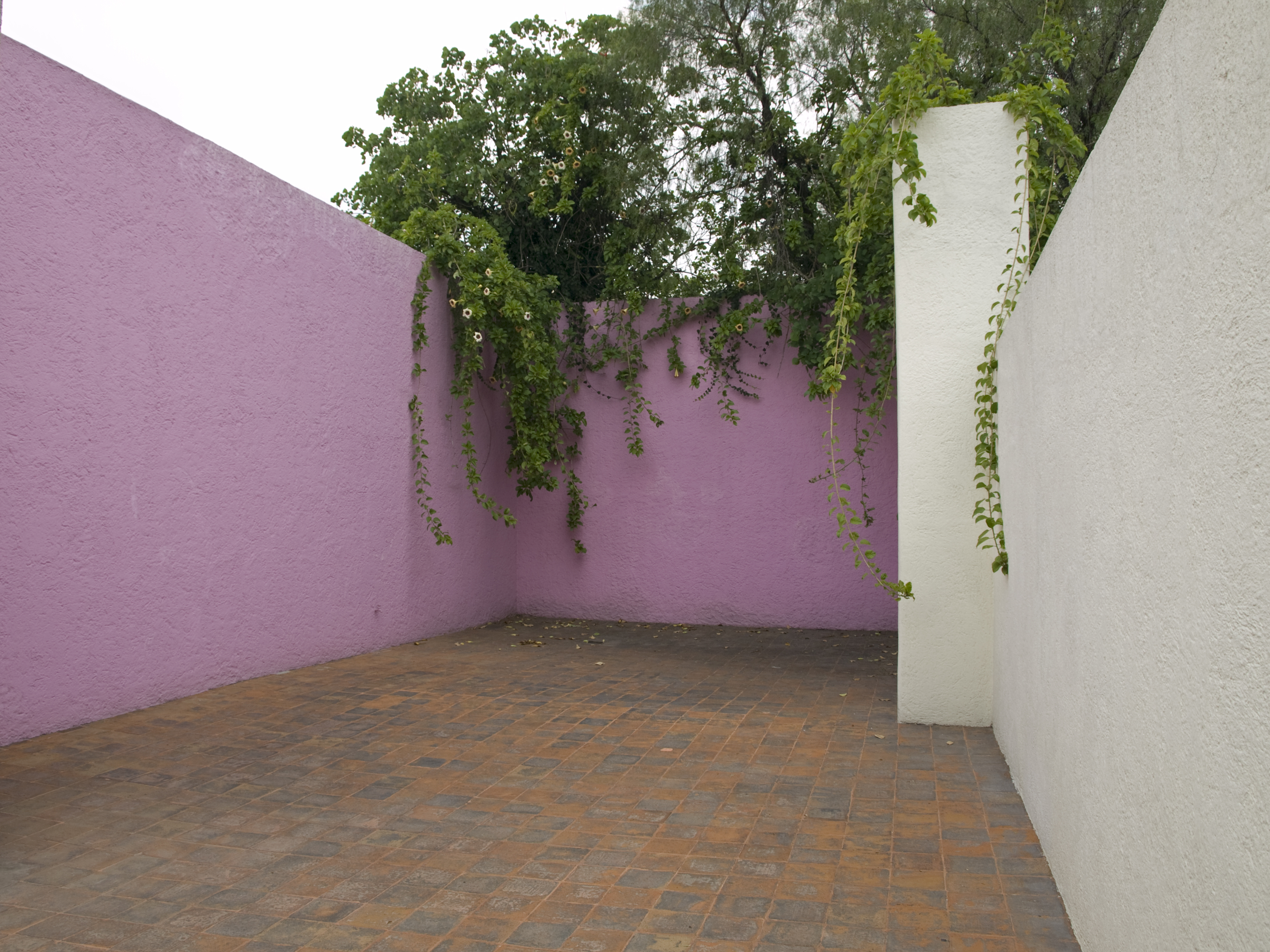
Tetőterasz